# Церковь Девы Марии (Рурмонд)
Рурмондский мюнстер (нидерл. Munsterkerk) — средневековая церковь в Рурмонде, посвящённая Деве Марии. Это единственная в Нидерландах сохранившаяся церковь позднероманского стиля.

## История
Церковь была построена в XIII веке на территории цистерцианского аббатства, основанного в 1218 году графом Герардом III. В будущем граф с женой был похоронен в храме.
Из сохранившихся элементов здания, самая старая часть — алтарь, схожий с алтарями Апостольской церкви в Кёльне, Базилики Святого Квирина и Шпайерского собора. Строительство нефа датируется между 1220 и 1244 гг, западный фасад с башнями построен до 1260 года. Сами башни в стиле барокко построены в XVIII веке.
Реконструкция Мюнстера, начавшаяся в 1850 году, была одним из первых проектов известного архитектора Питера Кёйперса. Были перестроены барочные башни, сейчас их высота с восьмигранными шпилями достигает 55 м.
В 1992 году землетрясение повредило башни и хор, но они были восстановлены в точности с проектом Кёйперса.
Сегодня мюнстер включён в Топ-100 мест культурного наследия Нидерландов.